# كيتا إيدي
كيتا إيدي (باليابانية: 井出 敬大) (مواليد 18 أغسطس 2001) هو لاعب كرة قدم ياباني.

## وصلات خارجية
- كيتا إيدي على موقع رابطة كرة القدم اليابانية للمحترفين (اليابانية)
- كيتا إيدي على موقع قاعدة بيانات كرة القدم.إي يو (الإنجليزية)
- كيتا إيدي على موقع Soccerway.com (الإنجليزية)
- كيتا إيدي على موقع عالم كرة القدم.نت (الإنجليزية)